# Dominic Calvert-Lewin
Dominic Nathaniel Calvert-Lewin (sinh ngày 16 tháng 3 năm 1997) là một cầu thủ bóng đá chuyên nghiệp người Anh hiện đang chơi ở vị trí tiền đạo cho câu lạc bộ Everton và đội tuyển bóng đá quốc gia Anh.
Calvert-Lewin bắt đầu sự nghiệp tại đội bóng địa phương Sheffield United và có trận đấu chuyên nghiệp đầu tiên trong màu áo Stalybridge Celtic vào tháng 12 năm 2014. Anh trải qua nửa đầu mùa giải 2015–16 thi đấu dưới dạng cho mượn tại Northampton Town và vào tháng 8 năm 2016, anh chính thức gia nhập Everton với mức phí 1,5 triệu bảng.
Calvert-Lewin là thành viên của đội tuyển U-20 Anh vô địch World Cup 2017, giải đấu mà anh ghi được 4 bàn trong đó có bàn thắng duy nhất trong trận chung kết gặp U-20 Venezuela. Anh ra mắt đội tuyển quốc gia Anh vào ngày 8 tháng 10 năm 2020.

## Đời sống cá nhân
Lớn lên ở Sheffield, Anh, Calvert-Lewin là một fan của Sheffield United.

## Thống kê sự nghiệp
Tính đến ngày 19 tháng 5 năm 2021
| Câu lạc bộ                | Mùa giải       | Giải vô địch     | Giải vô địch | Giải vô địch | Cúp FA | Cúp FA | Cúp EFL | Cúp EFL | Khác | Khác | Tổng cộng | Tổng cộng |
| Câu lạc bộ                | Mùa giải       | Hạng đấu         | Trận         | Bàn          | Trận   | Bàn    | Trận    | Bàn     | Trận | Bàn  | Trận      | Bàn       |
| ------------------------- | -------------- | ---------------- | ------------ | ------------ | ------ | ------ | ------- | ------- | ---- | ---- | --------- | --------- |
| Sheffield United          | 2013–14        | League One       | 0            | 0            | 0      | 0      | 0       | 0       | 0    | 0    | 0         | 0         |
| Sheffield United          | 2014–15        | League One       | 2            | 0            | 0      | 0      | 0       | 0       | 0    | 0    | 2         | 0         |
| Sheffield United          | 2015–16        | League One       | 9            | 0            | —      | —      | —       | —       | —    | —    | 9         | 0         |
| Sheffield United          | 2016–17        | League One       | 0            | 0            | —      | —      | 1       | 0       | 0    | 0    | 1         | 0         |
| Sheffield United          | Tổng cộng      | Tổng cộng        | 11           | 0            | 0      | 0      | 1       | 0       | 0    | 0    | 12        | 0         |
| Stalybridge Celtic (mượn) | 2014–15        | Conference North | 5            | 6            | —      | —      | —       | —       | —    | —    | 5         | 6         |
| Northampton Town (mượn)   | 2015–16        | League Two       | 20           | 5            | 2      | 1      | 2       | 1       | 2    | 1    | 26        | 8         |
| Everton                   | 2016–17        | Premier League   | 11           | 1            | 0      | 0      | —       | —       | —    | —    | 11        | 1         |
| Everton                   | 2017–18        | Premier League   | 32           | 4            | 1      | 0      | 2       | 3       | 9    | 1    | 44        | 8         |
| Everton                   | 2018–19        | Premier League   | 35           | 6            | 2      | 0      | 1       | 2       | —    | —    | 38        | 8         |
| Everton                   | 2019–20        | Premier League   | 36           | 13           | 1      | 0      | 4       | 2       | —    | —    | 41        | 15        |
| Everton                   | 2020–21        | Premier League   | 32           | 16           | 3      | 2      | 3       | 3       | —    | —    | 38        | 21        |
| Everton                   | Tổng cộng      | Tổng cộng        | 146          | 40           | 7      | 2      | 10      | 10      | 9    | 1    | 172       | 53        |
| Tổng sự nghiệp            | Tổng sự nghiệp | Tổng sự nghiệp   | 182          | 51           | 9      | 3      | 13      | 11      | 11   | 2    | 215       | 67        |

1. ↑  Ra sân tại Football League Trophy
2. ↑  Ra sân tại UEFA Europa League

### Quốc tế
Tính đến ngày 3 tháng 7 năm 2021.
| Đội tuyển quốc gia | Năm       | Trận | Bàn |
| ------------------ | --------- | ---- | --- |
| Anh                | 2020      | 5    | 2   |
| Anh                | 2021      | 6    | 2   |
| Tổng cộng          | Tổng cộng | 11   | 4   |

#### Bàn thắng quốc tế
Bàn thắng của đội tuyển Anh được ghi trước.
| #  | Ngày                 | Địa điểm                          | Trận thứ | Đối thủ          | Bàn thắng | Kết quả | Giải đấu                 |
| -- | -------------------- | --------------------------------- | -------- | ---------------- | --------- | ------- | ------------------------ |
| 1. | 8 tháng 10 năm 2020  | Sân vận động Wembley, London, Anh | 1        | Wales            | 1–0       | 3–0     | Giao hữu                 |
| 2. | 12 tháng 11 năm 2020 | Sân vận động Wembley, London, Anh | 4        | Cộng hòa Ireland | 3-1       | 3–0     | Giao hữu                 |
| 3. | 25 tháng 3 năm 2021  | Sân vận động Wembley, London, Anh | 6        | San Marino       | 2–0       | 5–0     | Vòng loại World Cup 2022 |
| 4. | 25 tháng 3 năm 2021  | Sân vận động Wembley, London, Anh | 6        | San Marino       | 4–0       | 5–0     | Vòng loại World Cup 2022 |

## Danh hiệu
U-20 Anh
- FIFA U-20 World Cup: 2017

Cá nhân
- Cầu thủ U-21 Anh xuất sắc nhất năm: 2018
- Cầu thủ Ngoại hạng Anh xuất sắc nhất tháng: Tháng 9/2020